# اضطرابات إصلاح نظام التقاعد الفرنسي 2023
بدأت سلسلة من الاضطرابات المدنية في فرنسا في 19 يناير 2023، نظمها معارضو مشروع قانون إصلاح المعاشات التقاعدية الذي اقترحته حكومة بورن، والذي من شأنه زيادة سن التقاعد من 62 إلى 64 عامًا. أدت الإضرابات إلى اضطرابات واسعة النطاق، بما في ذلك تراكم القمامة في الشوارع وإلغاء وسائل النقل العام. في مارس / آذار، استخدمت الحكومة المادة 49.3 من الدستور لفرض مشروع القانون على البرلمان الفرنسي، مما أدى إلى مزيد من الاحتجاجات وفشل تصويتان بحجب الثقة، مما ساهم في زيادة العنف في الاحتجاجات إلى جانب الإضراب الذي نظمته النقابات.
أدانت العديد من المنظمات، بما في ذلك جماعات حقوق الإنسان مثل مراسلون بلا حدود ورابطة حقوق الإنسان الفرنسية، حملة فرنسا على الاحتجاجات، كما نددت بالاعتداء على الصحفيين. بالإضافة إلى ذلك، انتقد مجلس أوروبا "الاستخدام المفرط للقوة من قبل عملاء الدولة".
في عام 2023، بلغت نسبة شعبية الرئيس الفرنسي 22٪ فقط.

## خلفية
تم التعامل مع مسألة إصلاحات المعاشات التقاعدية من قبل مختلف الحكومات الفرنسية خلال العقود الأخيرة، وتحديداً لمعالجة النقص في الميزانية. تتمتع فرنسا بأحد أدنى سن التقاعد في دولة صناعية، وتنفق أكثر من معظم الدول على معاشات التقاعد، حيث تصل إلى ما يقرب من 14٪ من الناتج الاقتصادي. إن نظام المعاشات التقاعدية في فرنسا مبني إلى حد كبير على "هيكل الدفع أولاً بأول"؛ كل من العمال وأرباب العمل "يتم تقييم ضرائب الرواتب الإلزامية التي تستخدم لتمويل معاشات التقاعد". ولن يتغير هذا النظام "الذي مكّن أجيالاً من التقاعد بمعاش تقاعدي مضمون مدعوم من الدولة". مقارنة بالدول الأوروبية الأخرى، تمتلك فرنسا "واحدًا من أدنى معدلات المتقاعدين المعرضين لخطر الفقر"، مع معدل استبدال معاش تقاعدي صافٍ ("مقياس لمدى فعالية استبدال دخل التقاعد بالأرباح السابقة") بنسبة 74٪ ، أعلى من منظمة التعاون والتنمية في الميدان الاقتصادي و متوسطات الاتحاد الأوروبي.
وتقول صحيفة نيويورك تايمز إن الحكومة تجادل بأن ارتفاع متوسط العمر المتوقع "ترك النظام في حالة غير مستقرة بشكل متزايد". "[i] في عام 2000، كان هناك 2.1 عامل يدفعون في النظام لكل متقاعد واحد؛ في عام 2020 انخفضت هذه النسبة إلى 1.7، وفي عام 2070 من المتوقع أن تنخفض إلى 1.2، وفقًا للتوقعات الرسمية". بالإضافة إلى ذلك، ساهمت تكلفة المعاشات التقاعدية جزئيًا في ارتفاع الدين الوطني الفرنسي إلى 112٪ من الناتج المحلي الإجمالي، مقارنة بـ 98٪ قبل وباء COVID-19؛ هذا هو واحد من أعلى المستويات في الاتحاد الأوروبي، أعلى من المملكة المتحدة وألمانيا. في مقابلة في مارس 2023، قال ماكرون إنه "عندما بدأ العمل كان هناك 10 ملايين متقاعد فرنسي والآن أصبح هناك 17 مليونًا". أضافت صحيفة نيويورك تايمز أنه من أجل "الحفاظ على النظام قابلاً للتطبيق ماليًا دون ضخ المزيد من أموال دافعي الضرائب إليه - وهو أمر تفعله الحكومة بالفعل - سعى ماكرون إلى رفع السن القانوني تدريجيًا عندما يمكن للعمال البدء في تحصيل معاش تقاعدي لمدة ثلاثة أشهر كل عام حتى تصل إلى 64 عام 2030." بالإضافة إلى ذلك، عمل ماكرون على "تسريع تغيير سابق أدى إلى زيادة عدد السنوات التي يتعين على العمال دفعها في النظام للحصول على معاش تقاعدي كامل وإلغاء قواعد المعاشات الخاصة التي استفاد منها العمال في قطاعات مثل الطاقة والنقل".
كجزء من إصلاحات ماكرون للمعاشات التقاعدية، كان من المقرر رفع سن التقاعد إلى 64 أو 65، من 62. نظام الدفع أولاً بأول - رفع سن التقاعد سيساعد في زيادة التمويل، مع زيادة متوسط العمر المتوقع والمزيد من بدء العمل لاحقًا - سيكون له فائض قدره 3.2 مليار يورو في عام 2022، لكن المجلس الاستشاري للمعاشات الحكومية (COR) توقعت أنها "ستقع في عجز هيكلي في العقود المقبلة ما لم يتم العثور على مصادر تمويل جديدة". في مارس 2023، قال وزير العمل أوليفييه دوسوبت إنه "بدون اتخاذ إجراء فوري" سيتجاوز عجز المعاشات 13 مليار دولار سنويًا بحلول عام 2027. وذكرت الحكومة أن الإصلاحات "ستوازن العجز" في عام 2030، مع وجود فائض يصل إلى مليارات الدولارات من شأنه "دفع تكاليف الإجراءات التي تسمح لمن هم في وظائف تتطلب جهدًا بدنيًا بالتقاعد مبكرًا".
تخضع إصلاحات نظام التقاعد منذ فترة طويلة للنظر من قبل ماكرون وحكومته. كان إصلاح نظام التقاعد جزءًا مهمًا من برنامجه للانتخابات في عام 2017، مع الاحتجاجات الأولية وإضرابات النقل في أواخر عام 2019، قبل وباء COVID-19 الذي أدى إلى تأخير ماكرون للإصلاحات أكثر. لم يكن رفع سن التقاعد جزءًا من هذه الإصلاحات الأولية، ولكن كانت هناك "خطة أخرى لتوحيد نظام المعاشات الفرنسي المعقد" من خلال "التخلص من 42 نظامًا خاصًا لقطاعات تتراوح من عمال السكك الحديدية والطاقة إلى المحامين، كان أمرًا بالغ الأهمية للحفاظ على النظام قابلاً للتطبيق من الناحية المالية".
في 26 أكتوبر 2022، أعلن ماكرون أن إصلاح المعاشات التقاعدية المقرر لعام 2023 يهدف إلى رفع سن التقاعد إلى 65، وزيادة تدريجية من 62 إلى 65 بحلول عام 2031، لمدة ثلاثة أشهر سنويًا من سبتمبر 2023 إلى سبتمبر 2030. علاوة على ذلك، فإن عدد السنوات التي يجب أن تُدفع فيها المساهمات للتأهل للحصول على معاش الدولة الكامل سيزداد من 42 إلى 43 في عام 2027، مما يعني أن البعض قد يضطر إلى العمل إلى 67 - السنة التي يكون فيها الشخص تلقائيًا قادرا على معاش تقاعدي حكومي منه.
في خطابه ليلة رأس السنة الجديدة في 31 ديسمبر 2022، أوضح أن الإصلاحات ستنفذ بحلول خريف 2023. في أوائل كانون الثاني (يناير) 2023 قبل التشاور مع النقابات، تحدثت رئيسة الوزراء إليزابيث بورن في إذاعة فرانسينفو، مشيرة إلى أن الحكومة يمكنها "إبداء المرونة" بشأن نية رفع سن التقاعد إلى 65، وكانت على استعداد لاستكشاف "حلول أخرى" من شأنها تمكين الحكومة من "بلوغ هدفها المتمثل في موازنة نظام المعاشات بحلول عام 2030". وأعلنت أن السياسة ستعرض على مجلس الوزراء في 23 يناير / كانون الثاني، ومناقشتها في البرلمان في أوائل فبراير / شباط، مع نشر التفاصيل الكاملة في 10 يناير / كانون الثاني.

### استخدام المادة 49.3
تسمح المادة 49.3 من الدستور الفرنسي للحكومات بتجاوز الجمعية الوطنية وفرض القوانين دون تصويت. ومع ذلك، فإن الاحتجاج به يؤدي إلى شرط يسمح بتقديم طلبات سحب الثقة في الحكومة. في مناسبة واحدة فقط، في عام 1962، حيث تم تفعيل المادة، خسرت الحكومة اقتراحًا لاحقًا لحجب الثقة.
في 14 مارس، أعلنت صحيفة الغارديان أن ماكرون لديه خياران - صفقات وسيط مع الجمهورية أو فرض مشروع القانون من خلال استخدام المادة 49.3، "إجراء يتجنب تصويت الجمعية الوطنية [الحكومة] يخاطر بالخسارة". قالوا إن "[الرجال] قد قالوا إن الحكومة لن تستخدم 49.3، الذي تم إدانته على نطاق واسع باعتباره غير ديمقراطي والذي يهدد بإثارة المزاج العام المتقلب" وأنه "بدلاً من ذلك، كانت هناك فورة من المفاوضات من قبل الوزراء لضمان أغلبية في مجلس النواب"؛ "قادة قالوا إن استخدام 49.3 سيؤدي إلى تشديد المعارضة وسيصعد الضربات". في 16 مارس، قيل "قبل تصويت النواب في مجلس النواب، كان ماكرون لا يزال يعقد سلسلة من الاجتماعات المحمومة مع شخصيات سياسية بارزة، وفجأة اختار استخدام سلطات خاصة بدلاً من المخاطرة بالتصويت، بدا أنه على وشك الخسارة". كان قرار الاحتجاج "قرارًا مفاجئًا في اللحظة الأخيرة" لماكرون، لأنه "لم يكن متأكدًا من دعم عدد كافٍ من المشرعين" لطرح مشروع القانون للتصويت في الجمعية الوطنية.
أوضحت صحيفة الغارديان أن استدعاء 49.3 "يوضح موقف ماكرون الصعب في البرلمان"، حيث فقد حزبه / تجمعه البرلماني أغلبيته في الجمعية الوطنية بعد الانتخابات التشريعية لعام 2022.

## الدوافع
وُصِف تنسيق الإضرابات من قبل جميع النقابات العمالية في فرنسا بأنه "عرض نادر للوحدة"، مع إضراب عمال النقل والطاقة والمدرسين وعمال الموانئ وعمال القطاع العام (مثل موظفي المتحف). النقابات العمالية "تقول إن الإصلاح سيعاقب الأشخاص ذوي الدخل المنخفض في الوظائف اليدوية الذين يميلون إلى بدء حياتهم المهنية في وقت مبكر، مما يجبرهم على العمل لفترة أطول من الخريجين، الذين هم أقل تأثرا بالتغييرات."
أظهرت استطلاعات الرأي باستمرار أن الإجراءات لا تحظى بشعبية كبيرة، بالإضافة إلى استخدام المادة 49.3 لسنها دون تصويت برلماني في الجمعية الوطنية. وذكرت فرانس 24 أن استطلاعا للرأي أجري قبل أيام قليلة من الخطوة يشير إلى أن "ثمانية من كل عشرة أشخاص عارضوا التشريع بهذه الطريقة، بما في ذلك غالبية الناخبين الذين دعموا ماكرون في الجولة الأولى من الانتخابات الرئاسية العام الماضي". ورأت صحيفة The American Prospect أن الدعم السابق من الأعضاء المحافظين في الجمعية الوطنية للإصلاحات قد تلاشى نتيجة لاستطلاعات الرأي التي أظهرت أن الإصلاحات لا تحظى بشعبية. اعتبر أولئك اليساريون قرار الاحتجاج بالمادة 49.3 بمثابة "هزيمة كبرى وعلامة ضعف" للحكومة، والتي من الممكن أن يُنظر إليها الآن على أنها "وحشية وغير ديمقراطية"؛ علق أنطوان بريستيل، ممثل مؤسسة جان جوريس، أن استخدام 49.3 "يُنظر إليه على أنه رمز للوحشية" يمكن أن "يقوض الدعم لكل من الحكومة والمؤسسات الديمقراطية". ذكرت صحيفة لو جورنال دو ديمانش أن معدلات قبول ماكرون وصلت إلى مستوى منخفض مقارنة باحتجاجات السترات الصفراء. في استطلاع امتد من 9 إلى 16 مارس، كان 70٪ غير راضين عنه و 28٪ فقط راضون.
وقد تم اقتراح أن الإصلاحات لا تعالج بشكل كافٍ المساوئ التي تعاني منها المرأة داخل القوى العاملة، والتي عادة ما تتقاعد متأخرة عن الرجل ومعاشات تقاعدية أقل بنسبة 40٪ مقارنةً بالرجل، ويعزى ذلك إلى زيادة العمل بدوام جزئي وإجازة الأمومة. تخضع النساء بالفعل للتقاعد في وقت لاحق بسبب قضاء بعض الوقت بعيدًا عن العمل لتربية الأطفال. أوضحت يورونيوز أن الإصلاحات ستؤدي إلى تقاعد النساء في وقت لاحق والعمل، في المتوسط، سبعة أشهر على مدار حياتهن، بينما سيعمل الرجال حوالي خمسة أشهر. ونقلوا عن فرانك ريستر، الوزير المفوض للعلاقات البرلمانية، اعترافه بأن المرأة "ستُعاقب قليلاً من خلال الإصلاح" في يناير / كانون الثاني.
بالإضافة إلى ذلك، قيل إن الإصلاحات ستضرب الطبقة العاملة وأولئك الذين يعملون في الوظائف اليدوية بشكل غير متناسب. أشارت شبكة سي إن إن إلى أن العمال ذوي الياقات الزرقاء من المرجح أن يبدأوا العمل في سن أصغر من العمال ذوي الياقات البيضاء؛ أشارت صحيفة واشنطن بوست إلى أن أولئك الذين يعملون في وظائف "تتطلب جهدًا بدنيًا أو عقليًا" لا يزالون مؤهلين للتقاعد في وقت مبكر مع معاش تقاعدي كامل، على الرغم من أن صحيفة نيويورك تايمز أشارت أيضًا إلى أن هذا كان تنازلًا من قبل الحكومة "لتهدئة المعارضة"، والذي فشل بشكل عام لأن النقابات تنظر إلى زيادة سن التقاعد على أنها "غير بداية". في الطرف الآخر من المقياس، تم الإبلاغ عن قلق البعض بشأن "إجبارهم على التقاعد لاحقًا لأن كبار السن الذين يرغبون في العمل ولكنهم يفقدون وظائفهم غالبًا ما يواجهون التمييز على أساس السن في سوق العمل".

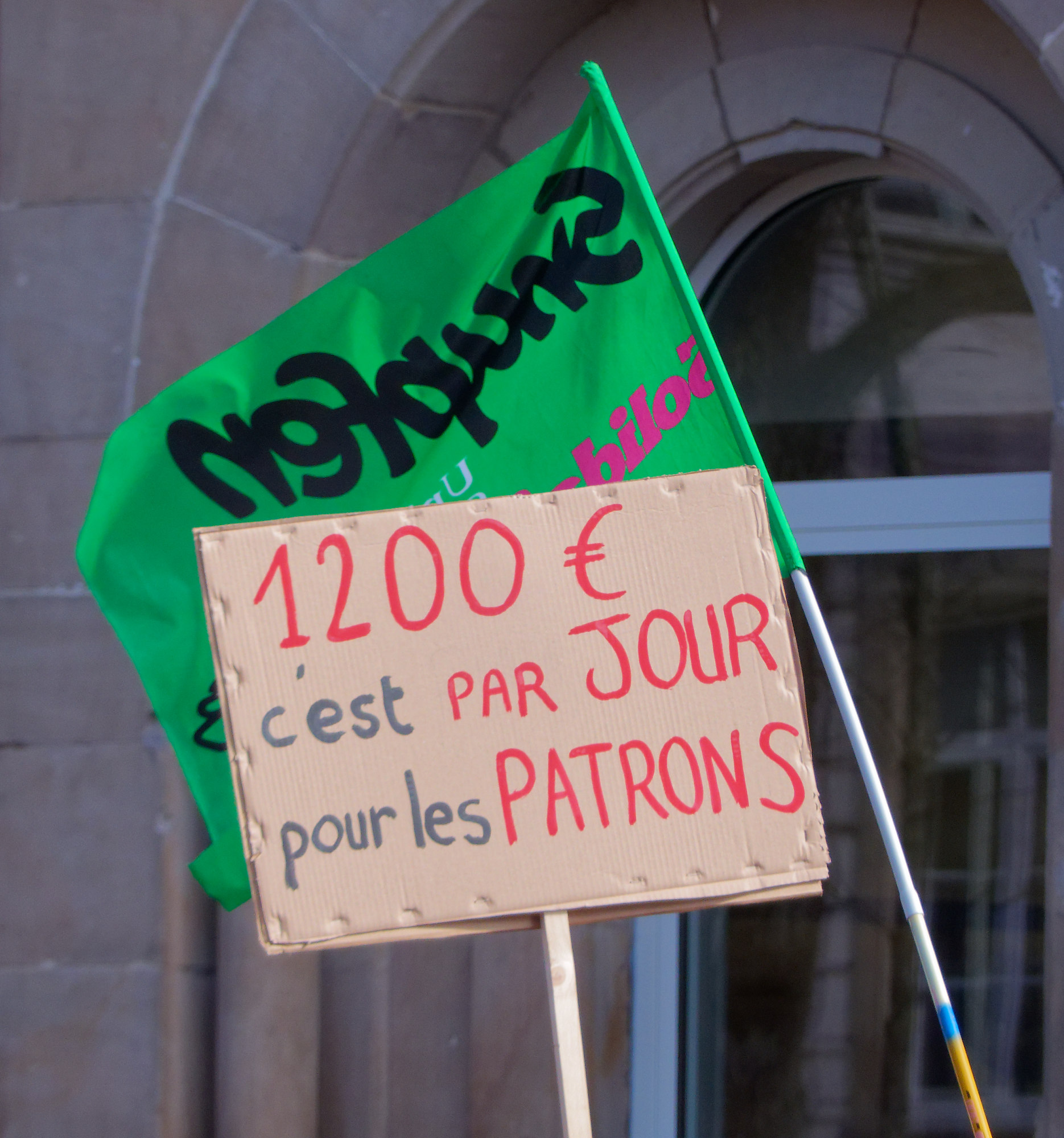
لافتة احتجاجية في بلفور يوم 15 مارس كتب عليها "1200 يورو في اليوم للرؤساء".

يجادل المعارضون للإصلاحات بأن "الحكومة تعطي الأولوية للأعمال التجارية والأشخاص الذين يتقاضون أجورًا عالية مقارنة بالعمال العاديين"، وقد "شككوا في الحاجة إلى الاستعجال"، كما تقول صحيفة نيويورك تايمز إنهم يشككون في أن "ماكرون يهاجم شخصًا عزيزًا" الحق في التقاعد وإثقال كاهل العمال بشكل غير عادل بسبب رفضه زيادة الضرائب على الأثرياء". بالإضافة إلى ذلك، يرى المعارضون أن ماكرون "بالغ في التهديد بالعجز المتوقع ورفض التفكير في طرق أخرى لموازنة النظام، مثل زيادة الضرائب على رواتب العمال، وفصل المعاشات التقاعدية عن التضخم أو زيادة الضرائب على الأسر أو الشركات الغنية"، وأن "أقرت الهيئة الرسمية التي تراقب نظام المعاشات التقاعدية في فرنسا بأنه لا يوجد تهديد مباشر بالإفلاس وأن العجز طويل الأجل"، الذي قال ماكرون والحكومة أنه سيحدث إذا لم يتم تنفيذ هذه الإصلاحات، "كان من الصعب التنبؤ بدقة".
جان غاريغيس، مؤرخ في الثقافة السياسية الفرنسية، افترض أن عدم شعبية الإصلاحات يمكن أن يُعزى جزئيًا إلى ماكرون شخصيًا، بالنظر إلى "الغضب الموجود مسبقًا ضده"، بعد أن "كافح للتخلص من صورة البعيدة عن الواقع 'رئيس الأغنياء'." قال إن "هذا هو سبب عدم وجود جميع النقابات فقط، ولكن أيضًا جزء كبير من الرأي العام ضده"، حيث "بربط نفسه بالمشروع، تزداد المعارضة له، وتضخمها بطريقة ما."
وقد تم انتقادها لوقوعها خلال أزمة غلاء المعيشة، التي عزاها البعض إلى تفاقم الغضب والاحتجاجات على السياسات. قالت التايمز إن البعض "تساءل عن الحكمة السياسية للمضي قدمًا في الإصلاح في وقت توترت فيه الحالة العامة بسبب التضخم المرتفع"، حيث إن 7.1 مليار يورو من أصل 17.7 مليار يورو "الإصلاح كان من المفترض أن يتم توفيره قد تم القضاء عليه من خلال التعديلات التي أدخلت على أحكامه".

### 21 يناير

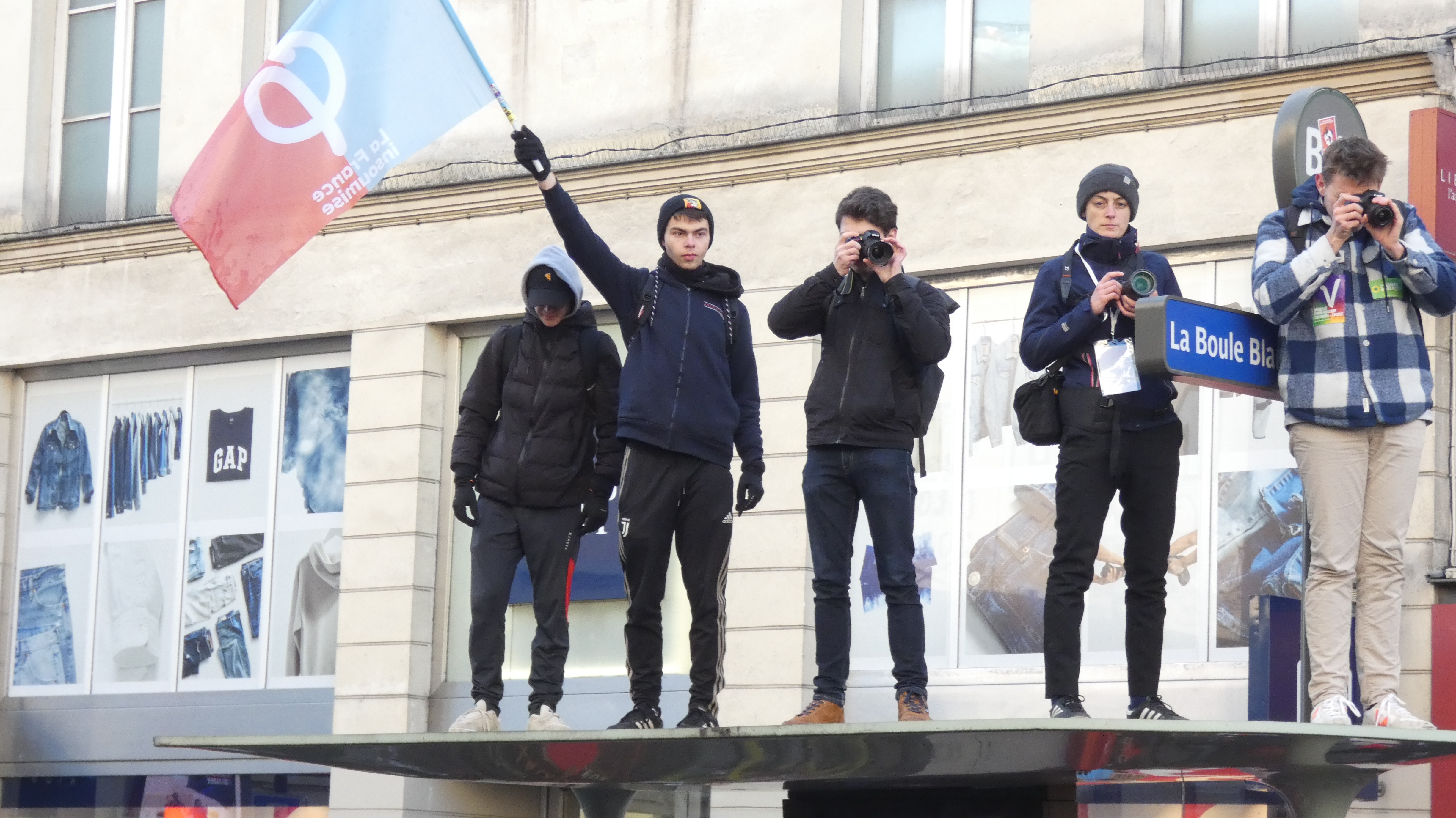
باريس في 21 يناير.

## الاحتجاج قبل المادة 49.3

### 19 يناير

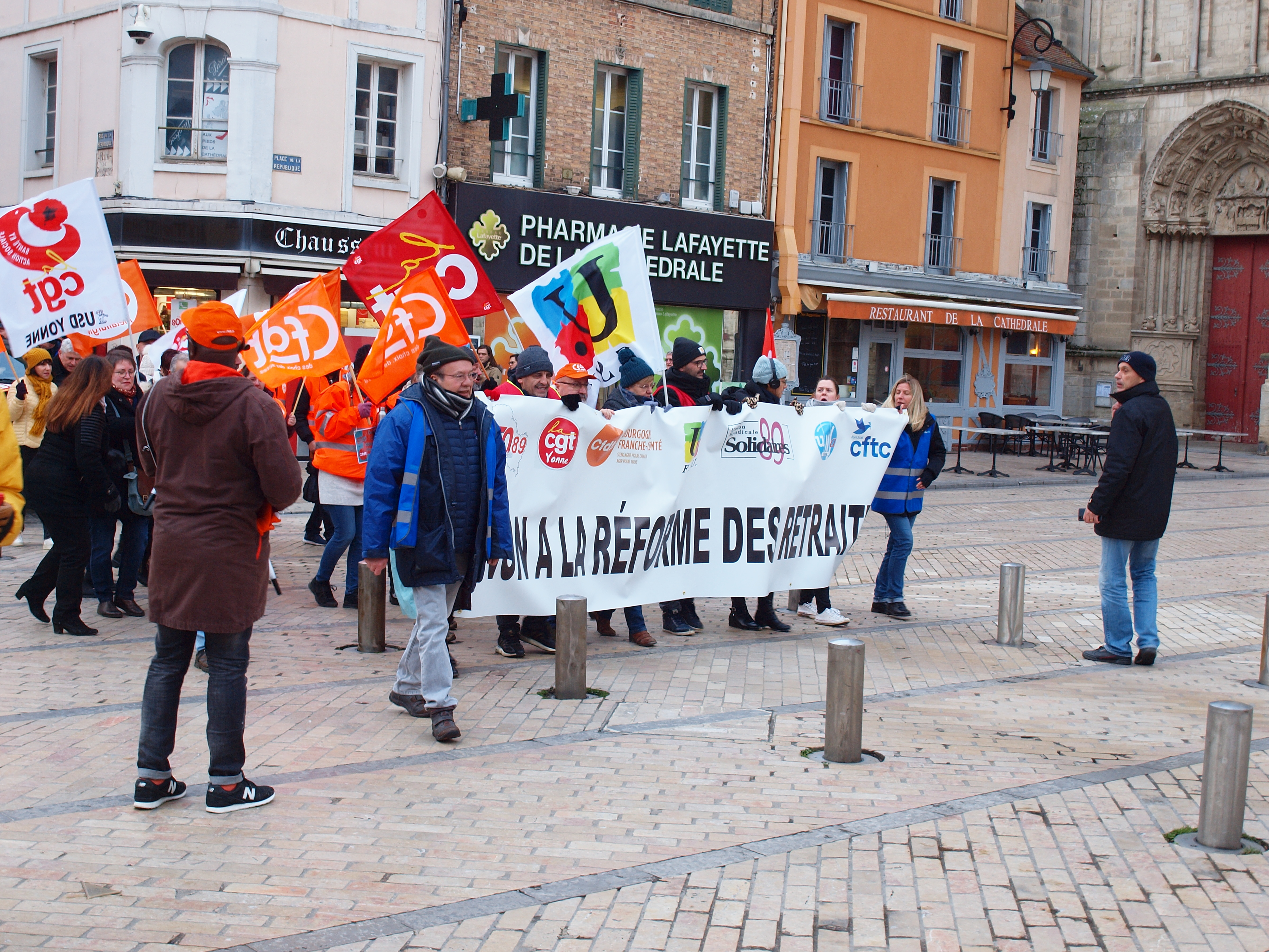
مظاهرة ضد إصلاحات نظام التقاعد التي كشفت عنها الحكومة الفرنسية، في سينس.

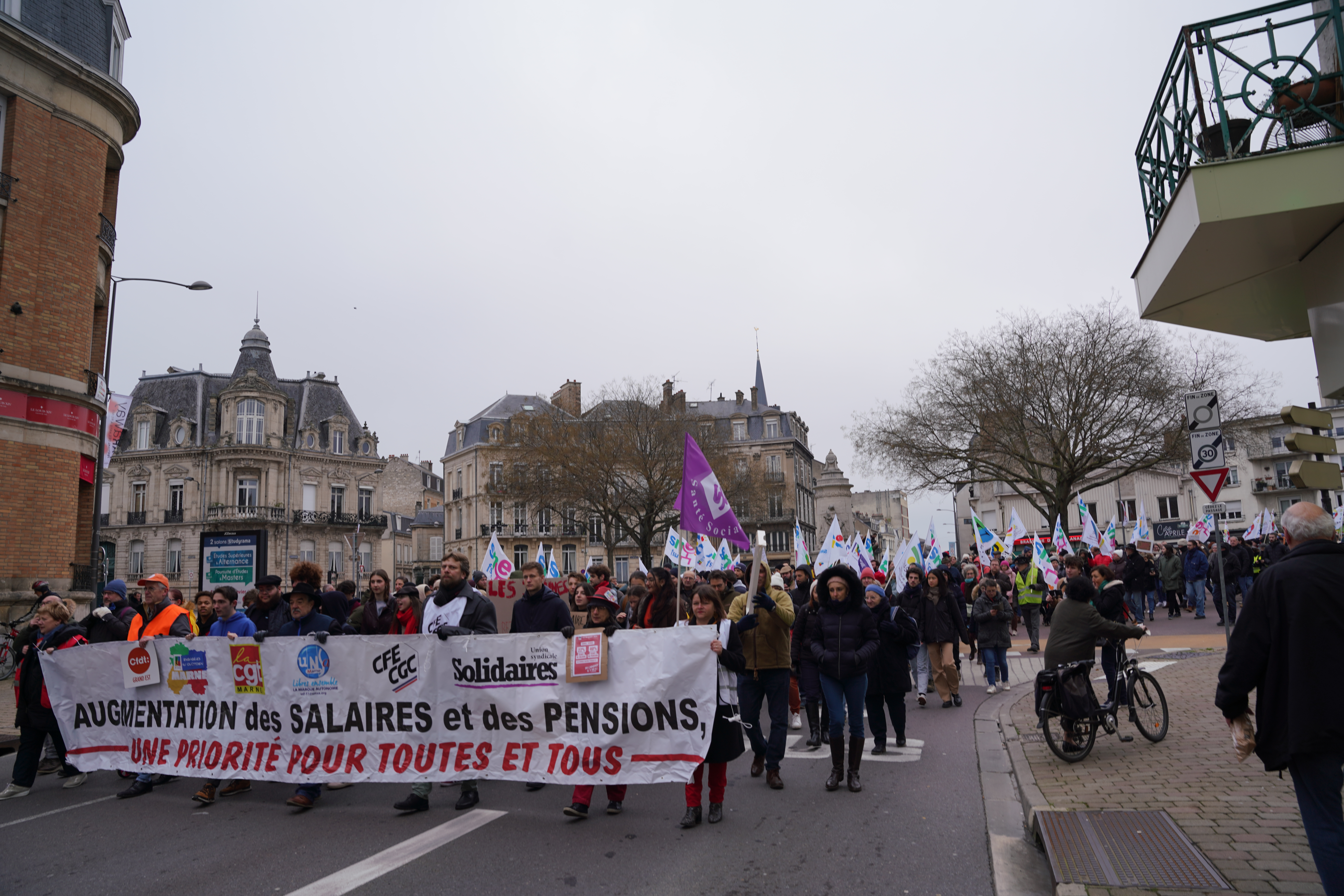
ريمس في 19 يناير.

| مدينة     | بحسب الشرطة | بحسب النقابات                                        |
| --------- | ----------- | ---------------------------------------------------- |
| باريس     | 80000       | 400000                                               |
| مرسيليا   | 26000       | 140.000                                              |
| ليون      | 23000       | 38000                                                |
| تولوز     | 36000       | 50000                                                |
| نيس       | 7500        | 20000                                                |
| نانت      | 40000       | 75000                                                |
| مونبلييه  | 15000       | 25000                                                |
| ستراسبورغ | 10500       | غير متاح </br> (18.000 إلى 20.000 حسب مصادر إعلامية) |
| بوردو     | 16000       | 60.000                                               |
| ليل       | 16000       | 50000                                                |

### 31 يناير

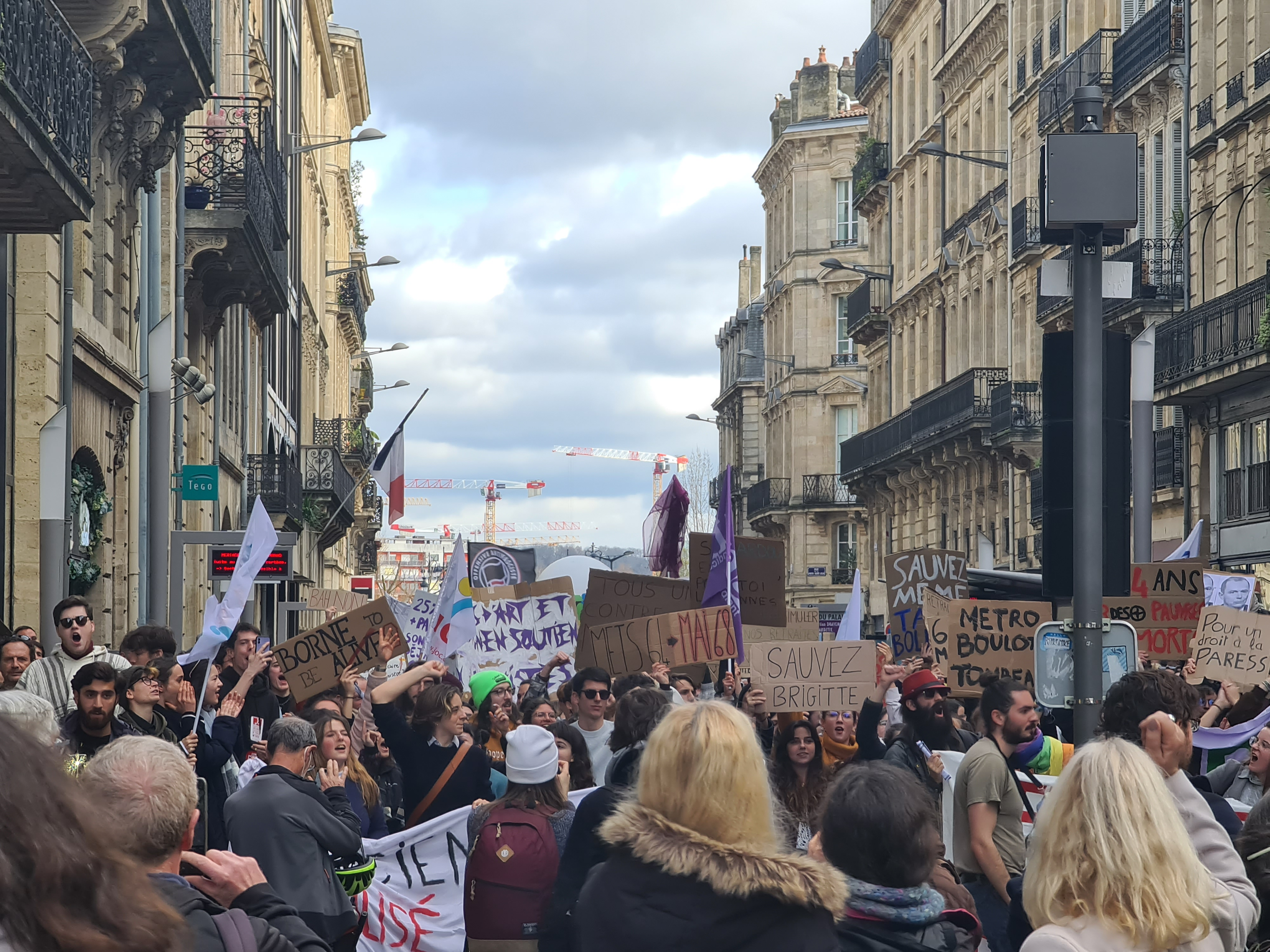
مظاهرة في بوردو (آكيتاين ، أوكسيتانيا) يوم 31 يناير.

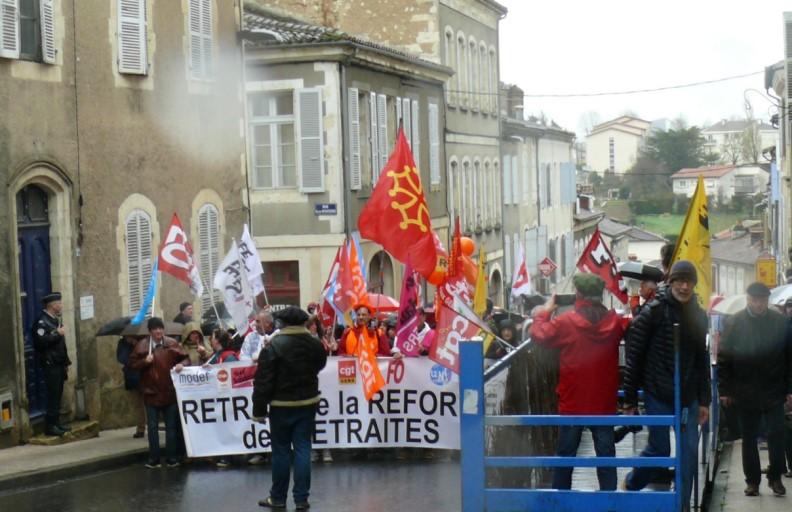
أوش (أوكسيتانيا) في 11 مارس.

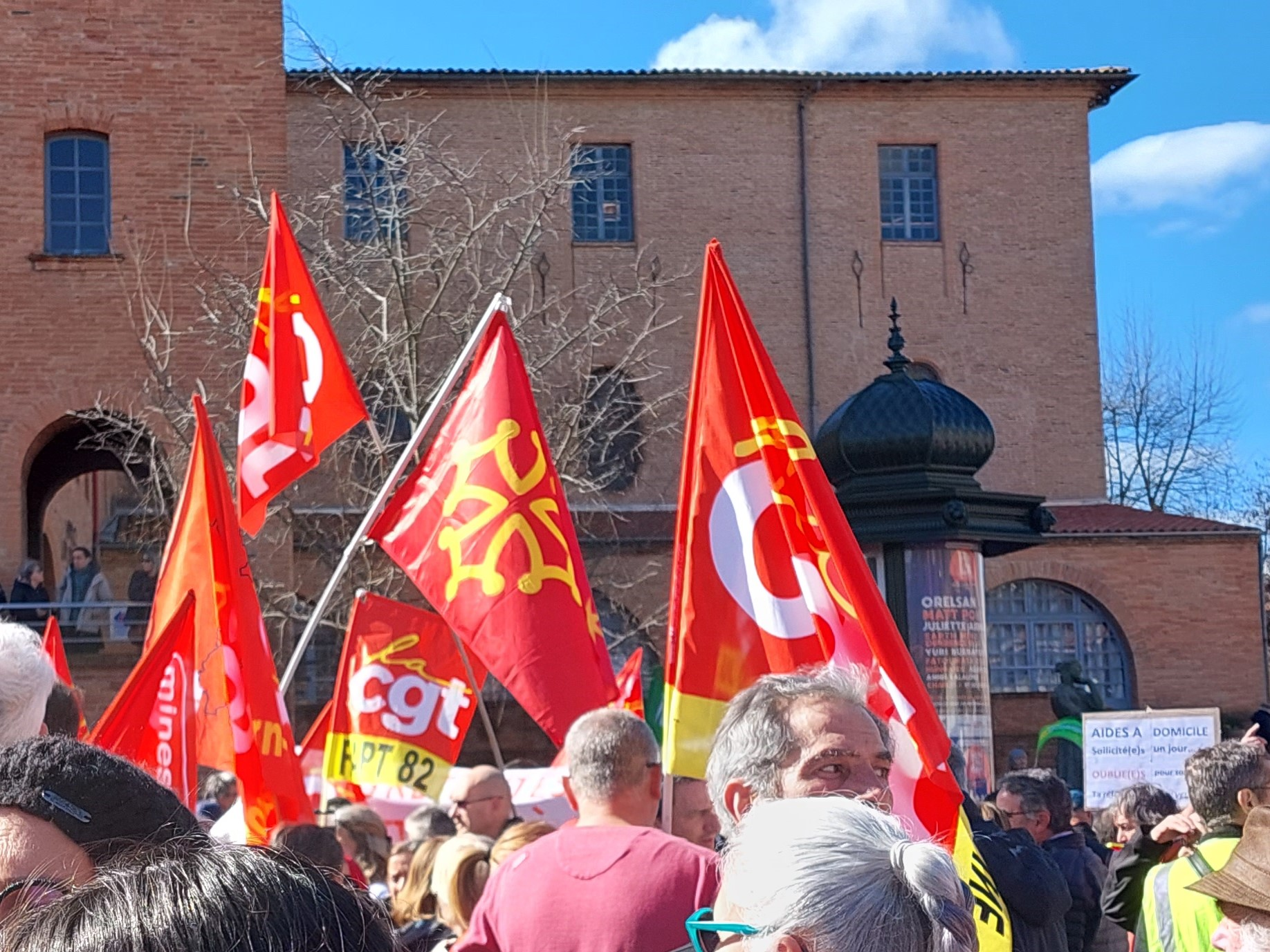
مونتوبان (أوكسيتانيا) في 15 مارس.

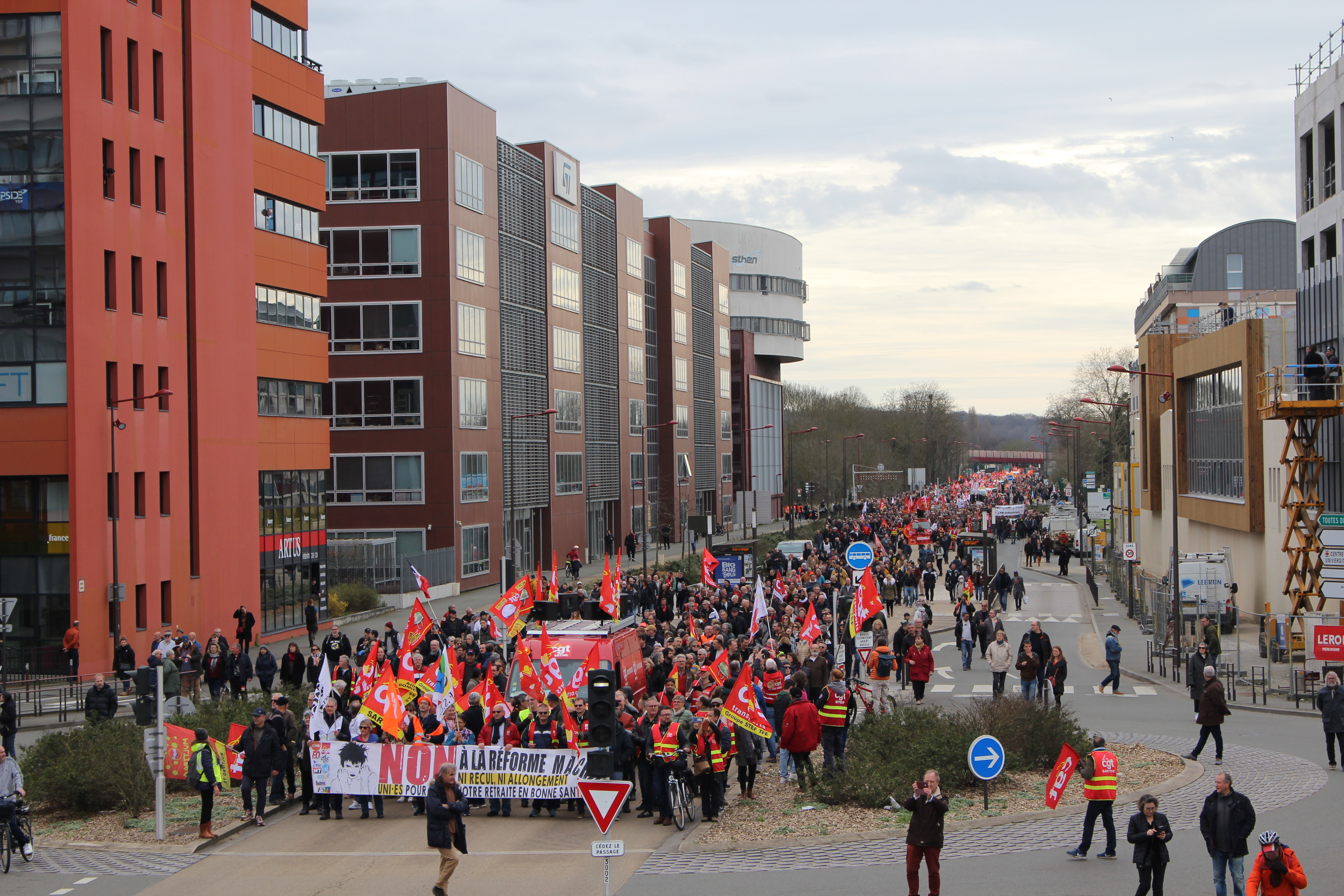
مقدمة المسيرة التي نظمتها عدة نقابات في 15 مارس.

| مدينة      | بحسب الشرطة | بحسب النقابات |
| ---------- | ----------- | ------------- |
| باريس      | 87000       | 500000        |
| مرسيليا    | 40000       | 205000        |
| ليون       | 23000       | 45000         |
| تولوز      | 34000       | 80000         |
| لطيف - جيد | 7000        | 25000         |
| نانت       | 28000       | 65000         |
| مونبلييه   | 25000       | 30000         |
| ستراسبورغ  | 10500       | 22000         |
| بوردو      | 16000       | 75000         |
| ليل        | 15000       | 70000         |

#### الاحتجاجات

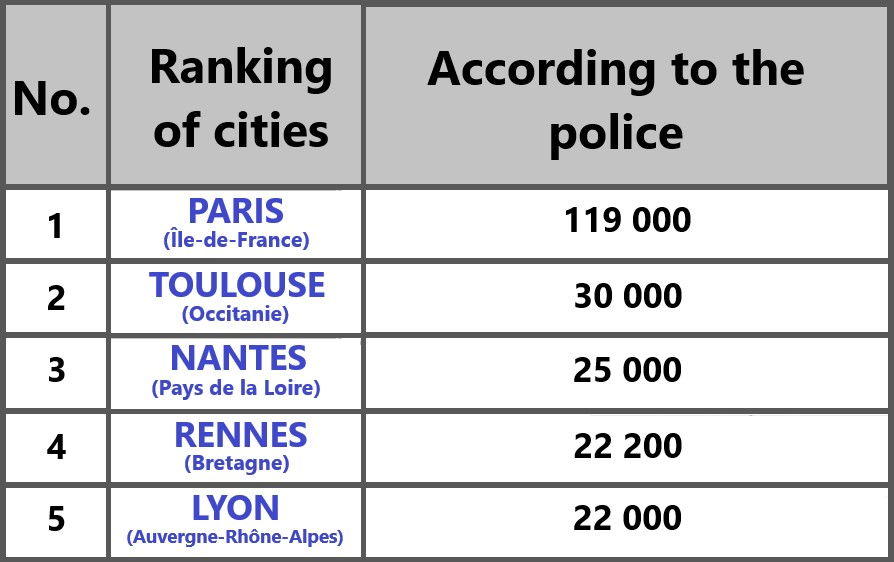
عدد المتظاهرين حسب المدينة حسب الارقام الصادرة عن الشرطة.

وزعمت الإندبندنت أن أكثر من "12000 شرطي اتخذوا مواقع في الشوارع الفرنسية مع 5000 في باريس، فيما تستعد السلطات لأكبر إضراب".
اعداد المتظاهرين تختلف. وقالت وزارة الداخلية إن ما يصل إلى 1.08 مليون شاركوا في الاحتجاجات في جميع أنحاء فرنسا، منهم 119000 في باريس. وهذا الأخير هو أكبر عدد احتج في باريس منذ بدء الإضرابات والاحتجاجات المتعلقة بالإصلاحات في يناير. وفي الوقت نفسه، استحوذ اتحاد CGT على 3.5 مليون على مستوى البلاد و 800000 في باريس.

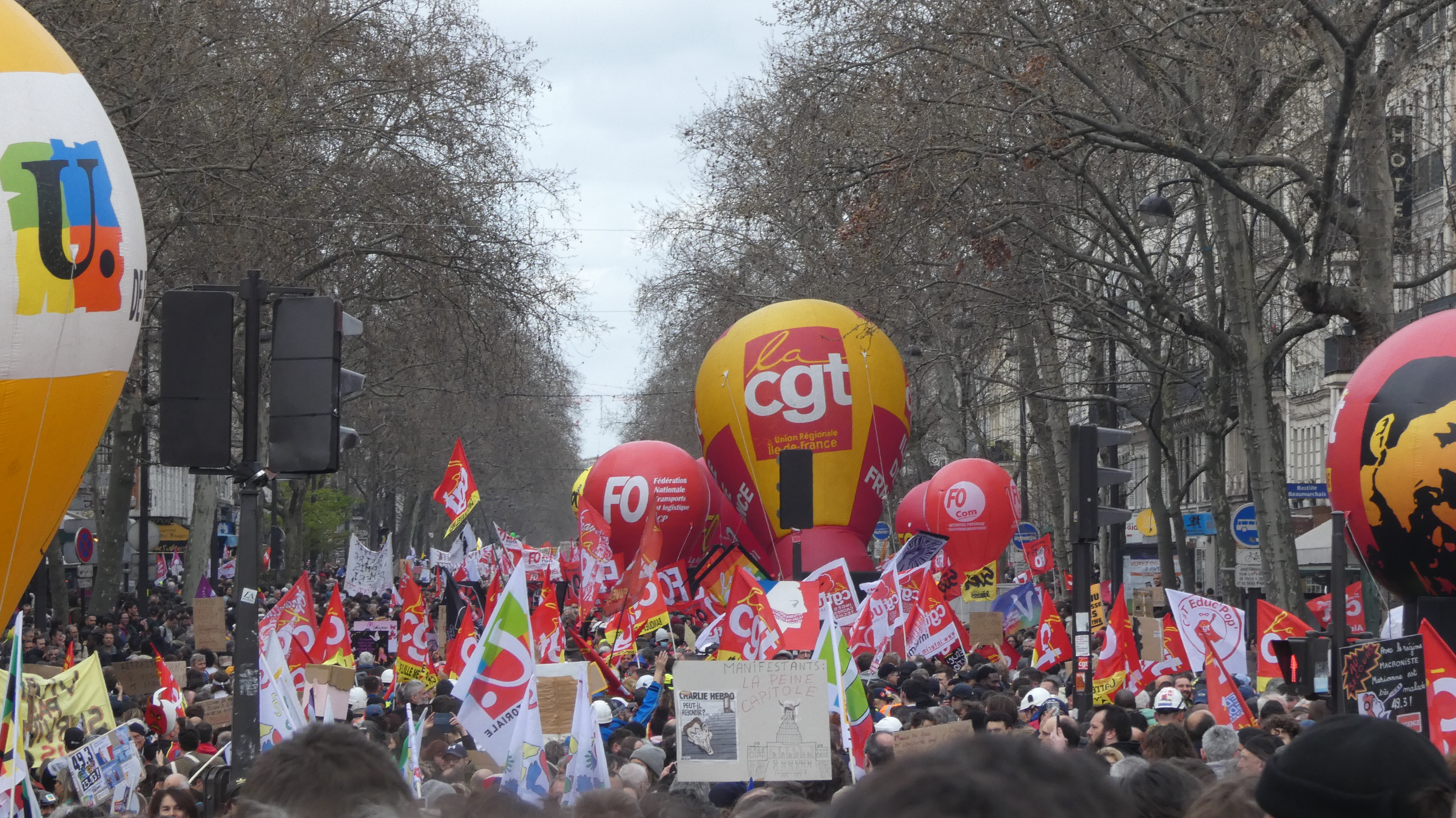
متظاهرون يرفعون الأعلام والبالونات من مختلف النقابات في باريس يوم 23 مارس.

بدأت المظاهرات في باريس في ساحة الباستيل في الساعة الثانية بعد الظهر بالتوقيت المحلي. ذكرت قناة ITV News في وقت مبكر من بعد الظهر أنها "كانت حاليًا موقعًا لمظاهرة كبيرة"، وأيضًا "بدأت حشود ضخمة في مسيرة في المدن الرئيسية في مرسيليا وليون وباريس ونانت حيث كان هناك أكثر من 250 احتجاجًا منظمة في جميع أنحاء البلاد".
قال فيليب مارتينيز، رئيس نقابة CGT، "هناك الكثير من الغضب، وضع متفجر" في بداية مسيرة في باريس، حيث زعمت رويترز أن قادة النقابات "طالبوا بالهدوء لكنهم كانوا غاضبين مما ووصفوا تعليقات ماكرون "الاستفزازية". تضمنت الملصقات على طول مسار المظاهرات في باريس تلك التي تطالب بالعودة إلى سن التقاعد البالغة 60 عامًا، وتصور ماكرون على أنه لويس السادس عشر. ووردت أنباء عن وجود مكثف لـ"شرطة مكافحة الشغب المسلحة بأسلحة ثقيلة". في حوالي الساعة 2:40 مساءً بتوقيت جرينتش، ادعى الصحفي لويس جودال أن "طريق المظاهرة الرئيسي [في باريس] ممتلئ [وبالتالي] يتم تسجيلهم الآن في كل شارع جانبي". ونقل عن مزاعم نقابة CGT أن 800 ألف تظاهروا في باريس. في حوالي الساعة 4:05 مساءً بتوقيت جرينتش، كتب على تويتر أن التلفزيون الفرنسي أبلغ عن اعتقال 14 شخصًا حتى الآن، على الأرجح في باريس.

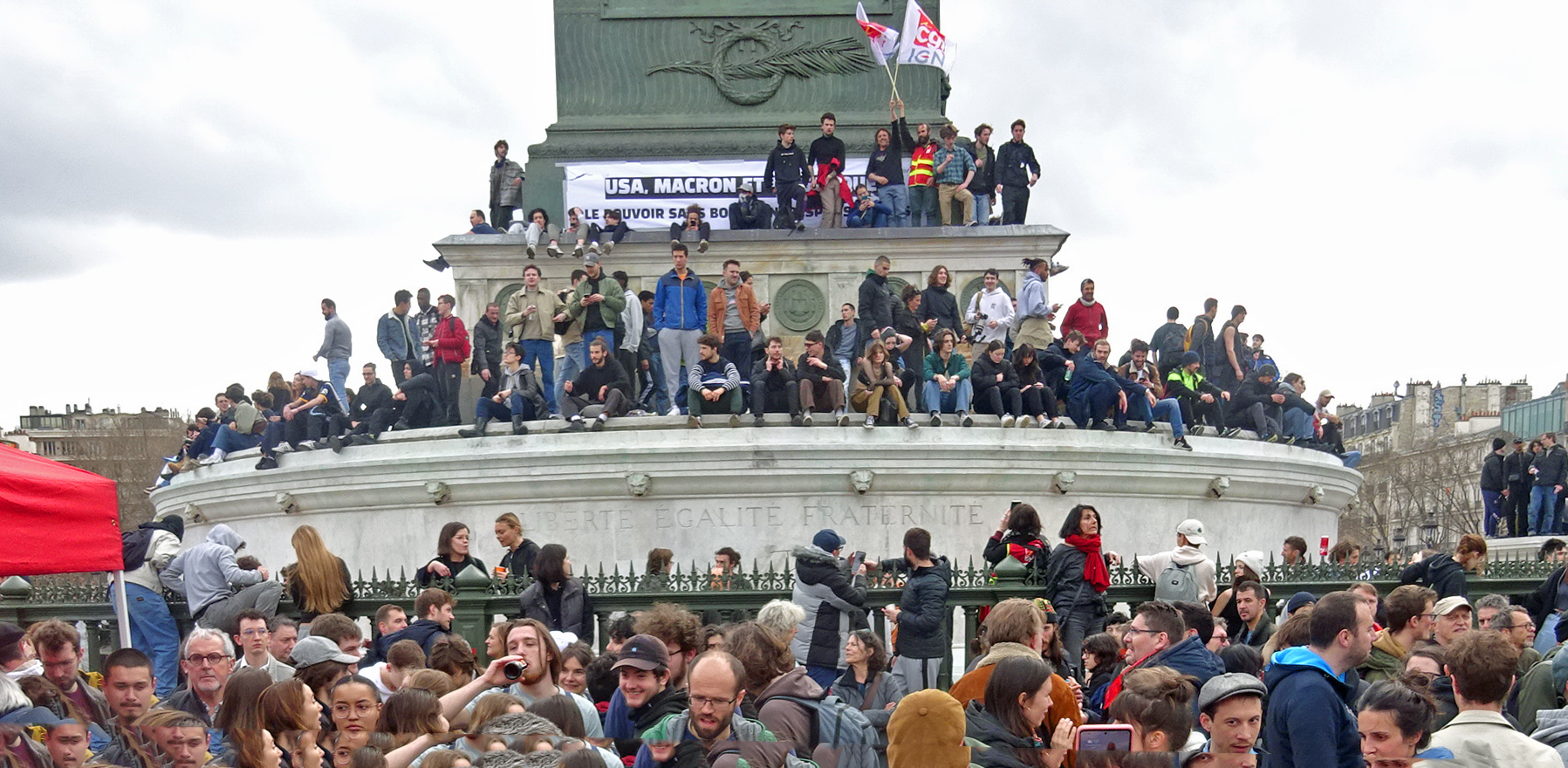
المتظاهرون في عمود تموز.

قالت بي بي سي نيوز إن "الغالبية العظمى" من الاحتجاجات "مرت دون عنف"، ولكن بعد الظهر، ورد أن "اشتباكات عنيفة" اندلعت "في أجزاء من باريس"، حيث استخدمت شرطة مكافحة الشغب الغاز المسيل للدموع كـ"كتلة سوداء" وورد ان المتظاهرين القوا الالعاب النارية والزجاجات والحجارة على الشرطة واضرموا النار في صناديق. كما شوهدت شرطة مكافحة الشغب وهي تستخدم الهراوات في جراند بوليفارد. وفي أوقات أخرى أثناء المسيرة، أشعلت النيران في الشوارع بعض أكوام القمامة المتراكمة، مع بعض الحرائق الصغيرة "التي يمكن رؤيتها من تقاطع شارع القديس فياكري و بوليفارد بويسونير".

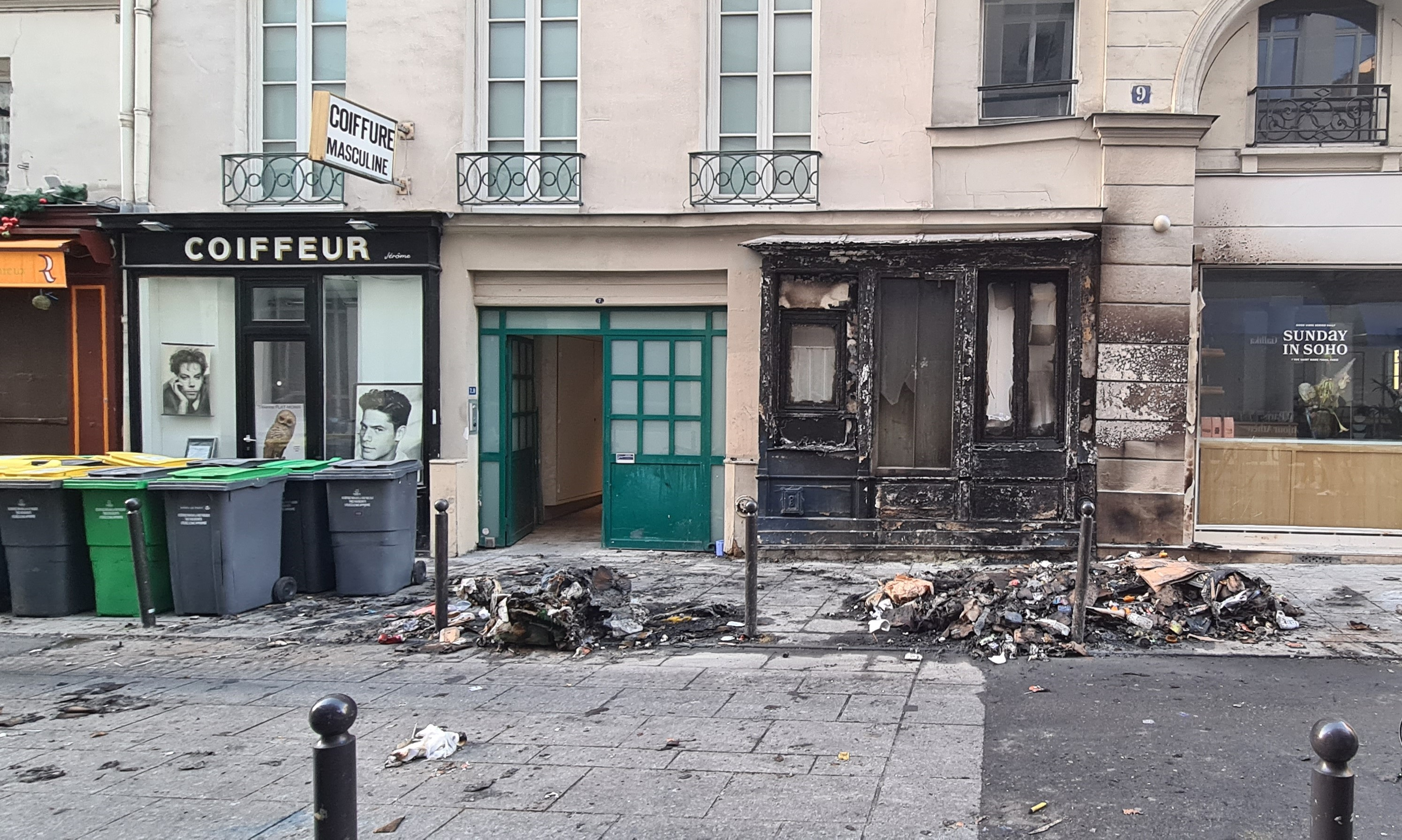
آثار حريق في شارع سان مارك.

بعد الظهر، اشتدت حدة الاشتباكات بين الشرطة والمتظاهرين في باريس. في بوليفارد بون نوفيل، ذكر تقرير BFMTV أن "الجو تغير تمامًا" و "لم نتوقع أن يخرج عن السيطرة بهذه السرعة". ذكرت BFMTV أيضًا أنه كان هناك ما لا يقل عن 350 إلى 400 متظاهر من "الكتلة السوداء"، باستخدام الألعاب النارية "الكبيرة"، وفي وقت لاحق استهدفت مطعمًا في ستراسبورغ سانت دينيس ماكدونالدز. وزعم أحد المراسلين أن الشرطة تنشر الغاز المسيل للدموع لصد الحشود، لكنها لم تكن فعالة بسبب العدد الكبير من الأشخاص الذين حضروا الاحتجاج. وقدرت الشرطة أن هناك 1000 متظاهر شاركوا في أعمال عنف.
بحلول الساعة الخامسة مساءً بالتوقيت المحلي، كان المتظاهرون في باريس قد تجمعوا في ساحة الأوبرا . تم الإبلاغ عن مفرقعات نارية وصناديق نيران حول شارع دي لوبرا. في حوالي الساعة 5:20 مساءً، تم الإبلاغ عن وصول رجال شرطة على دراجات نارية إلى منطقة الأوبرا. تُعرف باسم Motos Brav-M، وهي "وحدة شرطة مثيرة للجدل"، حيث "اتهمها البعض [هم] باستخدام القوة المفرطة". لقد تم "استهجانهم وصيحات الاستهجان" عند "مرورهم بعيدًا في شارع بوليفارد دي لوبيرا ". بحلول الساعة 6 مساءً، "كان معظم الناس يتفرقون الآن"، لكن استمرت "الاشتباكات المنخفضة المستوى بين الشرطة ومجموعات صغيرة من مثيري الشغب [الذين] كانوا يرشقون الحجارة ويشعلون النيران". تم وضع ما يصل إلى 5000 من أفراد الأمن في الخدمة في باريس لهذا اليوم.
تم التخطيط لـ 320 احتجاجًا في جميع أنحاء البلاد، مع أكبر مظاهرات في مدن مارسيليا ونيس وتولون الجنوبية في السنتين السابقتين، تظاهر "آلاف المتظاهرين". حاصر المتظاهرون ميناء مرسيليا لليوم الثاني على التوالي. في ليون، "نزل المئات من عمال السكك الحديدية والطلاب وغيرهم إلى المسارات التي تعطل القطارات". في نورماندي، خرج "الآلاف" في روان وكاين ولوهافر ودييب. في روان، استخدمت شرطة مكافحة الشغب الغاز المسيل للدموع ضد بعض المتظاهرين الذين ألقوا الحجارة، وفي رين، استخدمت كل من الغاز المسيل للدموع وخراطيم المياه عندما نصب "بعض المتظاهرين الملثمين" حواجز ". في نيس، تجمع المتظاهرون في وسط المدينة، قبل أن يسيروا إلى المطار ويشكلون حصارًا.
ياهو! نقلت وسائل إعلام محلية أن ما يقرب من 10000 كانوا يسيرون في تور، حيث قطع المتظاهرون مسارات القطارات وتسببوا في تعطيل مغادرة القطارات. لوحظ الدخان يتصاعد من الحطام المحترق الذي منع حركة المرور على طريق تولوز السريع، حيث أدت "ضربات القط البري لفترة وجيزة إلى إغلاق الطرق في مدن أخرى". أطلقت الشرطة الغاز المسيل للدموع على المتظاهرين في نانت، حيث "اقتحمت مجموعة من النشطاء المحكمة الإدارية"،  واستخدموا خراطيم المياه في رين.
في لوريان، ذكرت صحيفة محلية أن مقذوفات ألقيت في ساحة مركز الشرطة، مما أدى إلى "اندلاع حريق قصير"، بزعم تعرض العديد من ضباط الشرطة "لهجوم عنيف". كما "تعرض مكتب المحافظة المحلية للهجوم" في المدينة، زعمت الصحيفة أن النشطاء "سعوا لاقتحام مبنى حكومي وإضرام النار في مركز شرطة المدينة". ورد وزير الداخلية جيرالد دارمانين على موقع تويتر: "الهجمات والتشويه في منطقة فرعية ومحطة شرطة في لوريان غير مقبولة. خواطر مع الضباط المصابين. لا يمكن أن تمر هذه الأفعال دون عقاب".
وذكرت صحيفة الإندبندنت أن "شريط فيديو على وسائل التواصل الاجتماعي أظهر عدة شاحنات تفرغ الإطارات والقمامة والسماد أمام مكاتب المجلس في عدة مواقع"، و "تم إغلاق الطرق السريعة بحواجز من الخشب المحترق والإطارات بينما رفع المتظاهرون الشعارات".
أضرم المحتجون النار في قصر روهان في بوردو، مما أثر على الباب الأمامي، على الرغم من إخماد الحريق على الفور من قبل رجال الإطفاء.

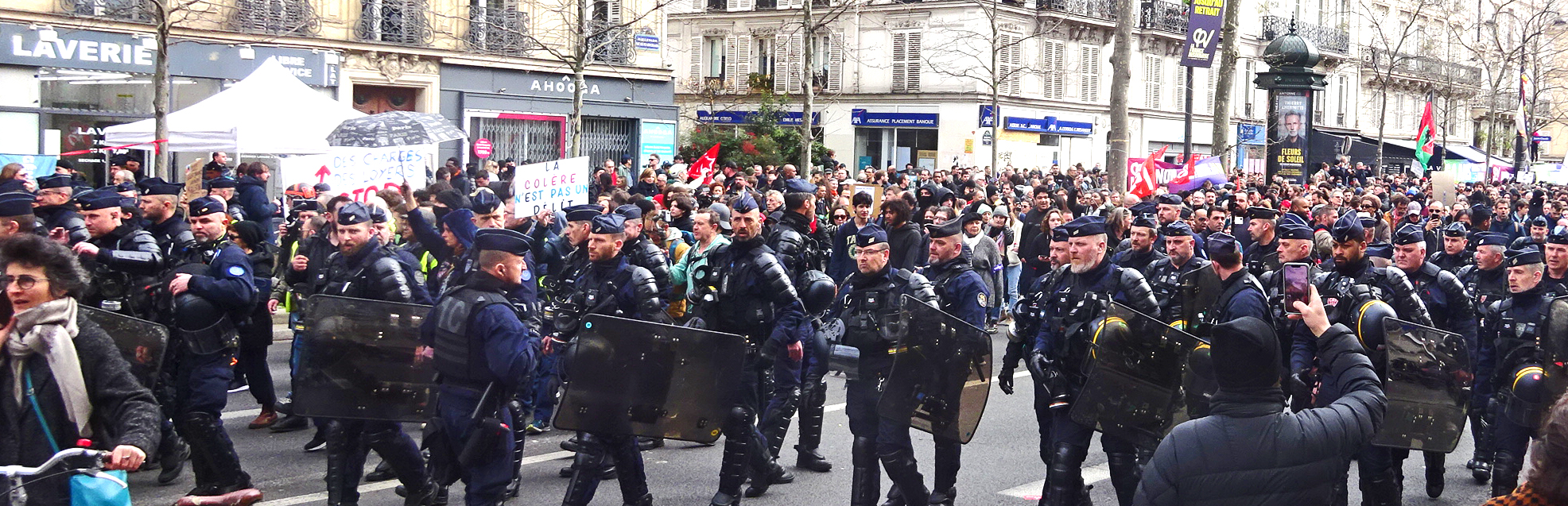
قوة تواجد الشرطة في باريس.

في المساء، أدلى وزير الداخلية دارمانين ببيان أعلن فيه أن هناك محاولة لقتل ضباط الشرطة من قبل بعض المتظاهرين. زعمت بي بي سي نيوز وفرانس 24 أنه أعلنا إصابة 123 من ضباط الشرطة في جميع أنحاء البلاد، بينما قال صحفي مستقل إنه ادعى أن 149 أصيبوا في باريس وحدها. وفي باريس، "تم جر أحد الضباط إلى مكان آمن وهو فاقد للوعي، حيث تعرض هو وزملاؤه لإطلاق النار من الألعاب النارية والصواريخ الأخرى. وبدا أن الضابط أصيب في رأسه". في روان، أفادت الأنباء أن امرأة شابة فقدت إبهامها بعد أن أصيبت بقنبلة "كرة فلاش" استخدمتها الشرطة لمحاولة تفريق المتظاهرين - يقول داميان آدم، النائب عن عصر النهضة في المنطقة، "إنه من الواضح أنه غير مقبول" ويريد تحقيق للشرطة لمعرفة ما حدث "- وأكدت الشرطة إصابة ضابطين بعد إطلاق صواريخ عليهما. وقد اشتكى مسؤولو منظمة LFI من "إصابة ستة متظاهرين من الغاز المسيل للدموع والقنابل الصوتية التي تطلقها الشرطة ويريدون معرفة الأوامر التي صدرت إلى الضباط".
زعم دارمانين أنه تم اعتقال أكثر من 80 شخصًا حتى الآن. أدى النقص في رجال الإطفاء في المساء إلى اضطرار السكان المحليين لإخماد الحرائق بأنفسهم؛ ادعى دارمانين أنه يجب إخماد 140 حريقًا في باريس، مع استمرار احتراق 50 حريقًا في ذلك الوقت (حوالي الساعة 8:30 مساءً بتوقيت جرينتش).
بعد الظهر، تحدث رئيسا النقابة بيرغر ومارتينيز. ودعا بيرغر إلى اللاعنف و "احترام الممتلكات والأشخاص" و "الأعمال غير العنيفة التي لا تعيق حياة الناس اليومية". وزعم مارتينيز أن ماكرون ألقى باللوم على ماكرون في تصرفات المحتجين والمتظاهرين، قائلا إنه "ألقى علبة بنزين على النار". قال هيو سكوفيلد من بي بي سي نيوز إن النقابات واليسار "يصفون اليوم بالنجاح، حيث أظهر عدد كبير من الناس مرة أخرى رفضهم لمشروع قانون التقاعد الخاص بماكرون".

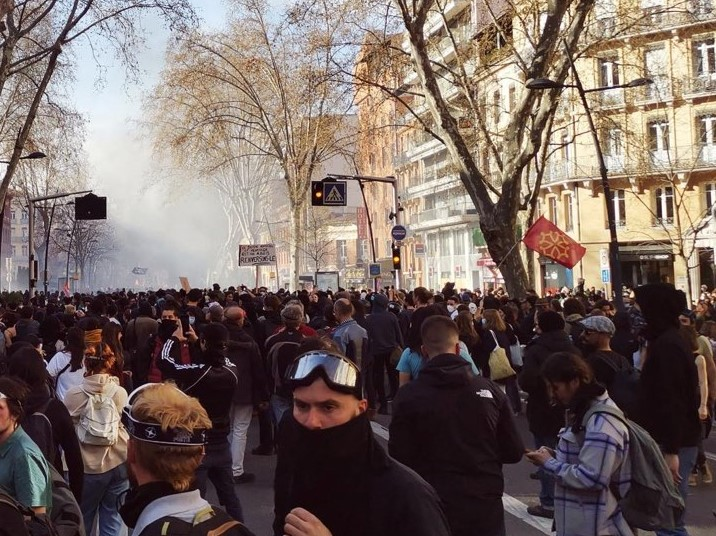
تولوز (أوكسيتانيا) في 28 مارس.

### 28 مارس
في 28 آذار (مارس)، قُدر اليوم العاشر من الاحتجاجات بـ 740.000 من قبل الحكومة الفرنسية و 2 مليون من قبل النقابات. رفض رئيس الوزراء بورني الوساطة الرسمية، لكنه وافق على إجراء محادثات مع ثمانية قادة نقابيين في الأسبوع التالي، عندما تم التخطيط لليوم الحادي عشر للاحتجاج.

### 6 أبريل
انتهى اجتماع قادة النقابات مع بورن في 5 أبريل بعد حوالي ساعة من إصرار الجانبين على أن إصلاح نظام التقاعد يجب أن يُلغى أو يبقى على التوالي. دعا قادة النقابات الذين غادروا الاجتماع إلى اليوم الحادي عشر من الاحتجاجات للمضي قدمًا في اليوم التالي. ووفقًا للسلطات الفرنسية، كان من المتوقع أن يتراوح عدد المتظاهرين بين 600 ألف و 800 ألف متظاهر، من 60 إلى 90 ألف متظاهر في باريس. وبحسب وزارة الداخلية الفرنسية، فقد تم توقيف 111 شخصًا وإصابة 154 شرطياً. أشعل المتظاهرون حريقًا في مقهى دو لا روتوند، أحد المطاعم المفضلة لماكرون، واقتحم متظاهرون آخرون مباني مكاتب بلاك روك و مدراء الاستثمار Natixis.

### 14 أبريل
في 14 أبريل، أصدر المجلس الدستوري حكمه بشأن مشروع قانون المعاشات، معلناً توافقه مع الدستور. قبل الإعلان عن الحكم، قالت رئيسة الوزراء الفرنسية إليزابيث بورن إن الاقتراح "يقترب من نهاية العملية الديمقراطية"، وقالت إنه "لا يوجد فائزون أو خاسرون". وقع ماكرون الفاتورة في وقت لاحق من نفس اليوم. وقال وزير العمل أوليفييه دوسوبت إن الحكومة تعمل جاهدة بالفعل لتنفيذ التغييرات بحلول الأول من سبتمبر. قبل قرار المجلس الدستوري، دعا ماكرون النقابات العمالية للقائه. ورفضت النقابات دعوة ماكرون، مشيرة إلى أنه رفض عروضهم السابقة بعقد اجتماع، ودعت إلى احتجاجات جديدة جماهيرية في الأول من مايو، يوم العمال العالمي.

## التأثير العام والتحليل

### مخاوف من زيادة العنف

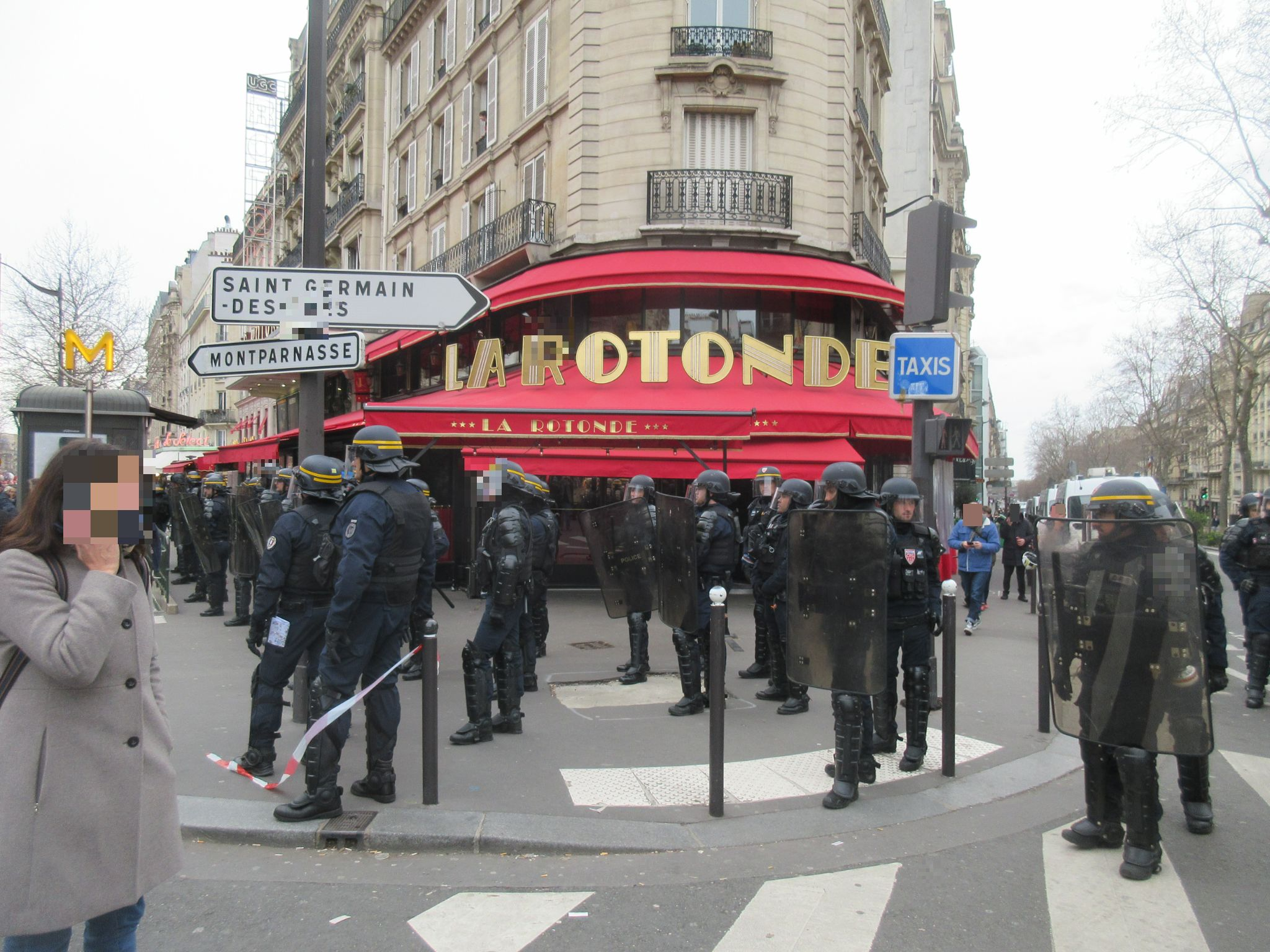
شركات الأمن الجمهوري قامت بحراسة مقهى دو لا روتوند في باريس يوم 15 مارس.

أثارت وسائل الإعلام المتعددة، بما في ذلك وسائل الإعلام والنقابات، مخاوف بشأن الاستخدام المتزايد للعنف في الاحتجاجات، لا سيما في الأيام التي أعقبت احتجاج الحكومة بالمادة 49.3، مع مقارنات مع احتجاجات جيليتس (السترات الصفراء) في السنوات الأولى من حكم ماكرون. رئاسة. في 19 مارس / آذار، علقت صحيفة The Guardian قائلةً إنه مع "استعداد الشرطة [د] لمدة أسبوع من الاحتجاجات العفوية غير المتوقعة في المدن والبلدات الصغيرة في جميع أنحاء فرنسا، فإن حالة الغضب شُبِّهت ببدء احتجاجات السترات الصفراء". وفي 20 مارس / آذار، أعربت رويترز أيضًا عن أن لهجة الاحتجاجات قد تدهورت و "تذكرنا" بنبرة احتجاج السترات الصفراء في الأيام الأخيرة. زعمت يورونيوز، في 21 مارس / آذار، أن "المطلعين والمراقبين الحكوميين أثاروا مخاوف من أن فرنسا تتجه مرة أخرى إلى موجة أخرى من الاحتجاجات العنيفة المناهضة للحكومة". في 22 مارس، أوضحت رويترز أن "الاحتجاجات ضد مشروع القانون قد جذبت حشودًا ضخمة في التجمعات التي نظمتها النقابات منذ يناير"، والتي "كانت سلمية، لكن الغضب تصاعد منذ أن دفعت الحكومة مشروع القانون. برلمان بدون تصويت الاسبوع الماضي"؛ "شهدت الليالي الست الماضية مظاهرات عنيفة في جميع أنحاء فرنسا مع اشتعال النيران في حاويات واشتباكات مع الشرطة".
وعلقت فرانس 24 على أن النقابات كانت "متحدة في تنسيق احتجاجاتهم"، لكن "العديد عبروا عن مخاوفهم من أنهم قد يفقدون السيطرة على الاحتجاجات مع قيام المتظاهرين الأكثر تطرفا بتحديد النغمة". علق فابريس كودور، الممثل البارز لـ CGT "اليساري المتشدد"، أن "اتخاذ إجراءات أكثر صرامة وأكثر جدية وأبعد مدى" من الممكن أن "يفلت من صنع القرار الجماعي لدينا". قال جان ماري بيرنو، أستاذ العلوم السياسية المتخصص في النقابات العمالية ، إن عدم "احترام أي من القنوات المخصصة للتعبير عن المعارضة، سيجد طريقة للتعبير عن نفسه بشكل مباشر". تحدث أحد "المتحدثين البارزين" في السترات الصفراء، جيروم رودريغيز، إلى المتظاهرين خارج الجمعية الوطنية بعد الاحتجاج بالمادة 49.3 في 17 مارس، أن "الهدف الآن لم يكن أقل من" هزيمة "الرئيس".
اعترفت رئيسة اتحاد نقابات الأمم المتحدة، لورين إسكور، بأنه "عندما يكون هناك الكثير من الغضب والكثير من الفرنسيين في الشوارع، فإن العناصر الأكثر راديكالية تأخذ الكلمة"، وأن ذلك لم يكن شيئًا يريدونه، ولكنه كان كذلك وقال لوكالة فرانس برس انه لا مفر منه و "سيكون خطأ الحكومة بالكامل". أعرب رئيسا نقابتين "معتدلتين"، سيريل شابانيير من CFTC ولوران بيرجر من CFDT، عن قلق النقابات. قال كابانييه إن الانطباع بأن "العنف هو الذي يدفع الثمن فقط"، وأنه "هناك بعض الأشخاص الغاضبين للغاية، [و] الغضب يؤدي إلى مزيد من التطرف والتطرف يؤدي للأسف إلى العنف". نُقل عن بيرغر أنه حذر الحكومة من أن الاحتجاجات قد تزداد عنفًا إذا بدأ المحتجون في الشعور بأن حركة السترات الصفراء، على حد تعبير فرانس 24 "حققوا بالعنف أكثر من النقابات القائمة بمظاهراتهم الجماهيرية السلمية". وقال بيرغر لإذاعة RMC، إلى جانب مطالبته بـ"سحب" الإصلاحات، أن نقابته "تدين العنف"، لكنه أضاف "انظر إلى الغضب. إنه قوي جدًا، حتى بين صفوفنا".
في 19 مارس، ذكرت صحيفة الغارديان أنه - إلى جانب تعرض زعيم مكتب الجمهوريين للتخريب - كان نواب آخرون من الحزب "يتلقون مئات رسائل التهديد يوميًا". قال فريديريك مونييه لـ BFMTV: "يبدو الأمر كما لو أنهم يريدون قطع رأسنا غدًا"، وأن رسائل البريد الإلكتروني التي يتم تلقيها "ترقى إلى مستوى المضايقة". كما تم استهداف مكاتب نواب عصر النهضة - الحزب الذي نشأ منه ماكرون-. قال مراسل بي بي سي نيوز في باريس، هيو سكوفيلد، في 22 مارس / آذار، إن الاحتجاجات في الأيام الأخيرة كانت "مذهلة، في بعض الأحيان، بشكل مرئي" ولكنها "ليست ضخمة من حيث الحجم" و "في الغالب .. من عمل اليساريين الملتزمين للغاية ، وأنواع المحاربين الطبقيين ، الذين يقودون المعركة". [بحاجة لمصدر أفضل] وقالت ناتاشا باتلر من قناة الجزيرة إن أعمال العنف في الأيام الأخيرة كانت "متقطعة".[بحاجة لمصدر أفضل]

### إضراب جمع النفايات

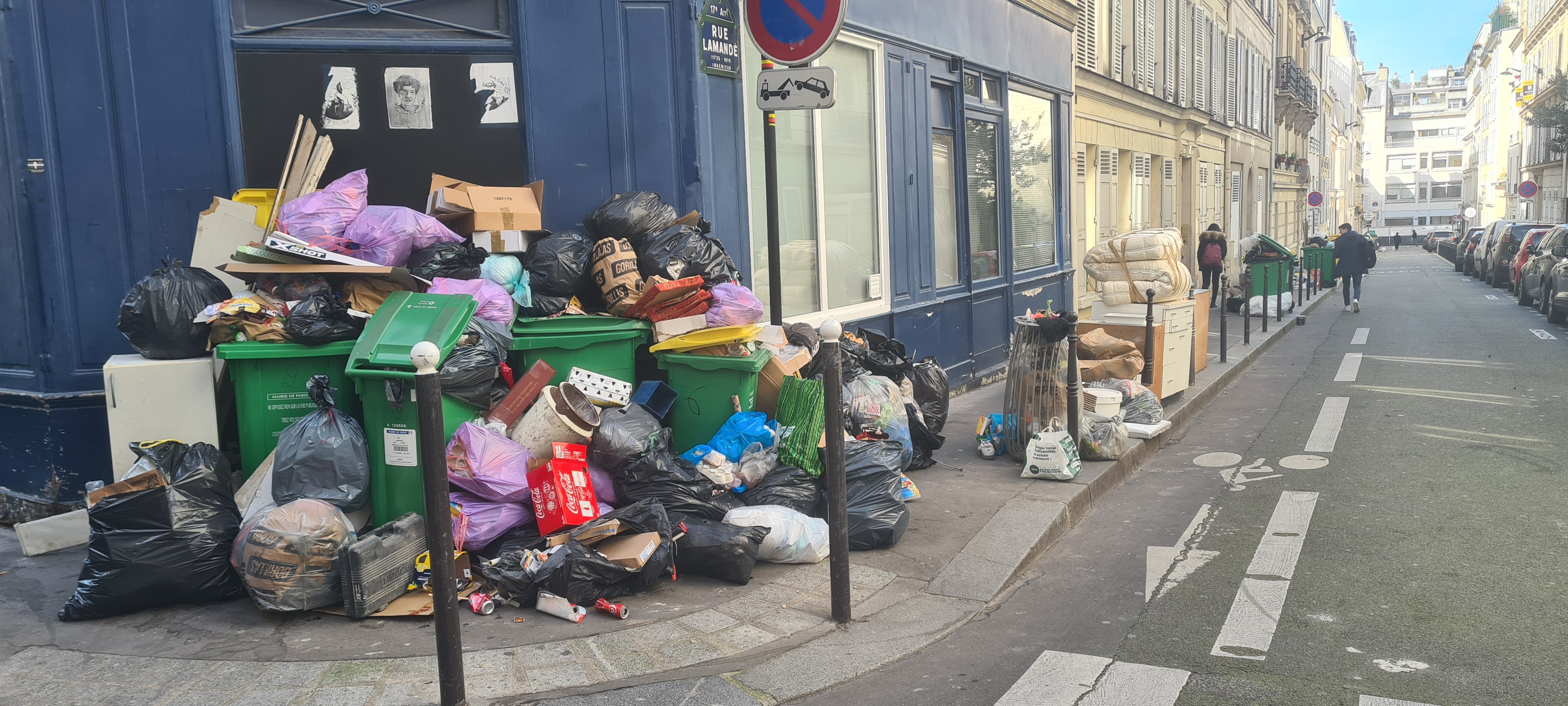
تراكم القمامة على زاوية شارع في باريس في 16 مارس / آذار.

بدأ إضراب جامعي النفايات في 6 مارس، والذي تضمن حصارًا لمحارق المدينة. كان من المقرر في الأصل أن يستمر تسعة أيام، وتم تمديده بخمسة أيام أخرى في 15 مارس. اعتبارًا من 15 مارس، "تم وضع شاحنات بن لوريات في مستودعات و [كانت] ثلاث محارق نفايات على الأقل في منطقة باريس متوقفة".
ترك تأثير إضراب عمال النفايات آلاف الأطنان من القمامة غير مجمعة في شوارع باريس. في 17 مارس، قدرت الكمية بـ 10،000 طن، ارتفاعًا من 7600 في وقت سابق من الأسبوع. وقال وزير الداخلية جيرالد دارمانين إن "المضربين أُجبروا على العودة بموجب سلطات الطوارئ المصممة لحماية الخدمات الأساسية"، واعتبارًا من صباح يوم 17 مارس قال لراديو RTL إن "طلب الشراء يعمل ويتم إفراغ الصناديق"، على الرغم من أن هذا كان محل خلاف من قبل مساعدة عمدة باريس آن هيدالغو. حافظت هيدالغو على دعمها للمضربين على الرغم من الجهود التي تبذلها الحكومة لكسرها، حيث علق نائب رئيس البلدية المسؤول عن النفايات، كولومب بروسل، على أن "أي طلب لإجبار المضربين على العودة إلى العمل سيكون" اعتداء على الحق الدستوري في الإضراب"."
بدأ جامعو النفايات في بلدية باريس إضرابهم وحصار محارق المدينة قبل اثني عشر يومًا؛ سترفع إصلاحات المعاشات التقاعدية المقترحة سن التقاعد من 57 إلى 59. يتم تقسيم جمع النفايات في باريس إلى نصفين ونصف تقريبًا بينها وبين الشركات الخاصة، التي ظلت تعمل مع بعض العقود للعمل في المناطق الأكثر تضررًا من الإضراب؛ مثل الحي التاسع الذي اقترح رئيس بلديته دلفين بوركلي "استدعاء الجيش لتطهير الشوارع".
كما أثرت إضرابات جمع النفايات على أنتيبس ورين ولوهافر.
في 18 مارس، قال عمدة الحي الثاني عشر في باريس، إيمانويل بيير ماري، إن الأولوية هي إهدار الطعام في الشوارع - ووصفت وكالة أسوشييتد برس "القمامة غير المجمعة" بأنها "أصبحت رمزًا مرئيًا وحاسيًا لأعمال هزيمة خطة الرئيس لإصلاح المعاشات التقاعدية "-" لأن هذا هو ما يظهر الآفات على السطح "وأنهم" حساسون للغاية للوضع. بمجرد توفر شاحنة قلابة، نعطي الأولوية للأماكن الأكثر اهتمامًا، مثل أسواق المواد الغذائية". وزُعم أن الشرطة "طلبت عمال قمامة لتنظيف بعض الأحياء".
اعتبارًا من 19 مارس، كان فيليب مارتينيز من CGT قد "حث" عمال التجميع في باريس على مواصلة إضرابهم الذي يستمر أسبوعين.
تم تعليق الإضراب في 29 مارس بسبب رفض المشاركة، ويرجع ذلك جزئيًا إلى طلبات الشراء الصادرة عن شرطة باريس.

### أفعال الشرطة (السلوك العنيف، نتيجة الاعتقالات)
أفادت يورونيوز أنه من بين 292 اعتقلوا بعد احتجاجات 16 مارس، تسعة فقط "اتُهموا بجرائم فعلية". بالإضافة إلى ذلك، أفادوا بأن العديد ممن صادف مرورهم قد تم احتجازهم، بعضهم بدون "سبب واضح"، حيث ذكرت وسائل الإعلام الفرنسية أن طفلين نمساويين في رحلة مدرسية تم احتجازهما بعد احتجاجات 16 مارس، فقط صدر بعد تدخل من السفارة النمساوية.
في 17 مارس / آذار، تم اعتقال 60 شخصًا، مع إغلاق 34 قضية، 21 منها نتيجة أخرى (مثل تحذير أو تحذير)، مع انتهاء المحاكمة بخمسة أشخاص فقط. قال كولين بويلون، المحامي الذي مثل بعض المتظاهرين، ليورونيوز إن مجموعة كبيرة من الأشخاص الذين كانوا في مؤتمر تم "اعتقالهم"، وبررت الشرطة الاعتقالات "لمشاركتهم في مجموعة بهدف التحضير للعنف"، أو "إخفاء وجوههم"؛ تم حبسهم احتياطياً لمدة يوم أو يومين؛ وهي تنوي، ضمن مجموعة من المحامين، "تقديم شكوى جماعية ضد الشرطة بتهمة" الاحتجاز التعسفي"و" عرقلة حرية التظاهر".
وقد اتهم السياسيون والقضاة والمحامون على حد سواء تكتيكات "الاحتجاز التعسفي لدى الشرطة"، و "الاعتقال الجماعي"، بأنها تُستخدم "ببساطة لإحباط حركة الاحتجاج"، كما يُنظر إليها، من خلال السوابق (كما هو الحال في احتجاجات السترات الصفراء)، باعتباره "قمعًا للحركة الاجتماعية". شارك هذا الرأي نقابة القضاة، نقابة القضاة (SM)، مع رافائيل كمبف، المحامي الفرنسي في أساليب القمع القضائي، وعلق على أن هذه هي المرة الأولى التي تستخدم فيها الحكومة "القانون الجنائي لثني المتظاهرين عن التظاهر. وقال رفائيل كمبف، وهو محام فرنسي متخصص في أساليب القمع القضائي"، وممارسة حريتهم". قال فابيان جوبارد، مدير الأبحاث في المركز الوطني للبحث العلمي في فرنسا CNRS، إن "إضفاء الصبغة القضائية على ضبط الأمن" قد حدث على مدار الخمسة عشر عامًا الماضية، مع إشارة محددة إلى قانون عام 2010 الذي أنشأ جريمة "المشاركة في مجموعة بهدف لارتكاب أعمال عنف أو ضرر"؛ تم توسيع اختصاصها الأصلي المتمثل في التخفيف من "عنف العصابات" وفي الأماكن الرياضية ليشمل الاحتجاجات والمظاهرات.
وبحسب صحيفة لوموند فإن النقاد يعربون عن مخاوفهم من "المواجهات العنيفة والاستخدام المنهجي للاعتقالات" في التجمعات.
في 20 مارس / آذار، شوهدت الشرطة على شاشة التلفزيون وهي تطلق الغاز المسيل للدموع للحظة وتندفع نحو المتظاهرين في عدة مدن، مع قيام ضباط دراجات نارية خاصين بدفع المتظاهرين، الأمر الذي جعل كليمان فول، مقرر الأمم المتحدة الخاص المعني بحرية التجمع، يرد على تويتر بالقول: يجب على الضباط تجنب استخدام القوة غير المتناسبة.
في 21 مارس، علق متحدث باسم وزارة الداخلية قائلاً: "لا توجد اعتقالات غير مبررة"، ويتم استجواب الأشخاص بسبب "جرائم تشكل في نظرنا" و "48 ساعة (من الحجز لدى الشرطة) لمحاولة معالجة المخالفة قصير". وقال مصدر رفيع في الشرطة لوكالة فرانس برس إن التعليمات لم تصدر بعد بإجراء اعتقالات جماعية، مضيفا أنه "عند إلقاء القبض على الأشخاص المعرضين لخطر كبير، فإنهم لم يعودوا يثيرون إثارة الآخرين"؛ وأضاف ضابط آخر أنه مع هذا العدد الكبير من الاعتقالات، فإن "المناورة محفوفة بالمخاطر"، لأنها "تفضح القوى العاملة وتحتكر الضباط" و "تخاطر بتطرف المتظاهرين".
في 21 مارس، ذكرت صحيفة الغارديان أن "هيئة مراقبة الشرطة تحقق في مزاعم تعرض أربع شابات في نانت للاعتداء الجنسي أثناء مراقبة الشرطة في مظاهرة الأسبوع الماضي". في 23 مارس، الصحفي البريطاني لويس جودال، الذي كان يغطي المظاهرات في باريس، أفاد بأن الشرطة كانت "في حالة وحشية للغاية" - مشيرة إلى أن أحد أفراد فريقه قد استهدف من قبل الشرطة على الرغم من تأكيدهم أنهم كانوا صحفيين - وكانوا يلقون أيضًا قنابل الصوت الخاصة بهم بكلمة "التخلي". خلال احتجاجات 23 مارس، أصيب المئات من الضباط في جميع أنحاء فرنسا. ومع ذلك، كما كتبت بي بي سي نيوز، أصيب المتظاهرون أيضًا بقنابل صوت الشرطة، وأعلن مجلس أوروبا أنه لا يوجد أي مبرر "للقوة المفرطة" من قبل السلطات.

### التداعيات السياسية
تمت مقارنة اقتراح ماكرون برفع سن التقاعد من 62 إلى 64 بإصلاح الرئيس السابق نيكولا ساركوزي لعام 2010 الذي رفع سن التقاعد من 60 إلى 62، مما أدى أيضًا إلى إضرابات واحتجاجات ضخمة في جميع أنحاء فرنسا. أظهر تحليل استطلاعات الرأي العام أن دفع ساركوزي للإصلاح لعب دورًا في دفع الناخبين إلى كل من الحزب الاشتراكي والجبهة الوطنية اليمينية المتطرفة في انتخابات 2012 الرئاسية.
قام أحد مؤلفي ورقة بحثية في المجلة الأكاديمية "سياسة أوروبا الغربية" بتغريد لقطة شاشة لنتائج دراسة أظهرت أن الموافقة التنفيذية قد انخفضت تاريخيًا بعد التصويت على سحب الثقة، وربطها بما يمكن أن يكون عليه تأثير الاحتجاج بالمادة 49.3. وتطرقت صحيفة الغارديان إلى عدم الرضا السياسي، وقارنت الاحتجاجات باحتجاجات السترات الصفراء، التي "كانت في البداية ضد زيادات ضريبة الوقود ولكنها تطورت لتشمل نقصًا أوسع في الثقة في النظام السياسي". رأى أنطوان بريستيل، من مؤسسة جان جوريس للأبحاث، أن الاحتجاج بالمادة 49.3 يمكن أن "يُنظر إليه على أنه رمز للوحشية" ويمكن أن "يقوض الدعم لكل من الحكومة والمؤسسات الديمقراطية".

## ردود الفعل الدولية
ونددت إيران بما وصفته بقمع فرنسا للاحتجاجات. وقال وزير الخارجية الإيراني حسين أمير عبد اللهيان "ندعو الحكومة الفرنسية إلى احترام حقوق الإنسان" وأضاف "بدلاً من إثارة الفوضى في البلدان الأخرى، استمعوا إلى صوت شعبكم وتجنبوا العنف ضدهم".
اتهمت رابطة حقوق الإنسان الفرنسية السلطات بالاستخدام غير المتناسب والخطير للقوة العامة، مما يقوض حق المواطنين في الاحتجاج. وقال رئيس الرابطة إن "التحول الاستبدادي للدولة الفرنسية والوحشية في العلاقات الاجتماعية من خلال شرطتها والعنف بجميع أنواعه والإفلات من العقاب هي فضيحة كبرى".
انتقدت الجماعات الحقوقية والهيئات المستقلة، بما في ذلك اللجنة الاستشارية الوطنية لحقوق الإنسان، الشرطة الفرنسية للجوء إلى القوة المفرطة ولقيامها باعتقالات وقائية قد ترقى إلى مستوى الحرمان التعسفي من الحرية. وأشار المدافع الفرنسي عن الحقوق في 21 مارس / آذار إلى أن "هذه الممارسة قد تؤدي إلى خطر اللجوء بشكل غير متناسب إلى تدابير الاحتجاز وإذكاء التوترات". وقالت منظمة هيومن رايتس ووتش لوكالة فرانس برس إنها قلقة للغاية بشأن "ما يبدو أنه ممارسات الشرطة التعسفية".
وبحسب مراسلون بلا حدود، فقد تعرض عدد من الصحفيين "الذين تم التعرف عليهم بوضوح" للاعتداء من قبل قوات الأمن خلال المظاهرات.
في 20 مارس / آذار، حذر مقرر الأمم المتحدة الخاص المعني بحرية تكوين الجمعيات السلطات الفرنسية من أن "التظاهرات السلمية حق أساسي يجب على السلطات ضمانه وحمايته. يجب على ضباط إنفاذ القانون تسهيلها وتجنب الاستخدام المفرط للقوة".
وأدان مجلس أوروبا حملة القمع التي تشنها فرنسا على الاحتجاجات وحذر من أن أعمال العنف المتفرقة لا يمكن أن تبرر "الاستخدام المفرط للقوة من قبل عملاء الدولة".
وصرح المتحدث باسم مجلس الأمن القومي بالبيت الأبيض، جون كيربي، عندما سئل عن الوضع في فرنسا، "إننا نؤيد حق الناس في الاحتجاج والتعبير عن آرائهم".
حضر ديمتريس كوتسوباس، الأمين العام للحزب الشيوعي اليوناني، مسيرة في باريس يوم 23 مارس. في بيان صادر عن ساحة الباستيل، أعرب فيه عن تضامنه مع "نضال الشعب الفرنسي ... ضد السياسات المعادية للعمال، ضد الخيارات المعادية للشعب" التي تستخدمها الحكومتان الفرنسية واليونانية من أجل ضمان الشعب العامل. "الفوز أخيرًا" و "تمهيد الطريق لمصالحهم الخاصة وليس مصالح وأرباح القلة". تم عزف النشيد الدولي عبر مكبرات الصوت، حيث تم التحدث إلى عمال السكك الحديدية والنقابيين وقدموا له منديل "أصدقاء كومونة باريس".

## أنظر أيضا
- أحداث مايو 1968 في فرنسا
- احتجاجات فرنسية 2022
- احتجاجات ضد إيمانويل ماكرون
- احتجاجات السترات الصفراء